# Zlinszky Imre
Zlinszky Imre (Pest, 1834. november 4. – Balatonfüred, 1880. július 14.) a budapesti ítélőtábla bírája, jogi szakíró, az MTA levelező tagja, Zlinszky Aladár apja. Teljes neve Zlinszkÿ Emericus Martinus Joannes Baptista (védőszentje keresztelő Szent János)

## Életpályája
Pest vármegyei előkelő, nemesi családban született Zlinszky Imre. Atyja, János (1794 május 29, Gyón–1853 január 9, Pest), akit 18 éves korában elvesztett, Pest vármegye főszolgabírája volt, aki tehetséges fiát szigorú nevelésben részesítette. Anyja Pichler Lujza (1795 március 2, Pest–1848 október 22, Gyón)). Tanult Pesten a piaristáknál, s már ekkor hajlamot mutatott az írói pályára; a jogtudományokat pedig a pesti egyetemen végezte. Korán árván maradt, mérsékelt örökségét csakhamar elköltötte és kénytelen volt hivatalt vállalni. Egy ideig az akkor helytartótanácsnál is szolgált, de csakhamar a bírói pályára lépett. Megházasodott, felesége Forentsits Eleonóra.  Bíróként szolgált Jászberényben, Cegléden, Kecskeméten, ahol 1867-től törvényszéki bíró volt. Gyermekei Emil és Géza (ikrek 1860; Cegléd), Aladár (1864), Ida (1866), Ilona (Kecskemét, 1868), Antónia (Budapest, 1872), Malvin (1876). 1869-ben a pesti Semmítőszékhez került, majd 1871-ben a Ítélőtáblánál pótbíróként, 1875 – 1880 között kúriai bíró volt. Irodalmi munkássága során főleg magánjoggal és polgári eljárásjoggal foglalkozott. Írói pályafutását  a Jogtudományi Közlönynél kezdte, amelynek szerkesztője is volt. Főleg öröklési jogi kérdésekben konzervatív álláspontot foglalt el (pl. az öröklött és a szerzett vagyon különbségtételének fenntartása kérdésében). Olyan elveket vallott, amelyek a haladással szemben az ősi, lényegében feudális jogintézményeket védelmezték. Azonban tudósként a társadalmi haladást, minél több ember jólétének és boldogságának előmozdítását tekintette elsődleges célnak, melynek megvalósításához elengedhetetlennek tartotta a jogi rendszer megreformálását. Életművének fontos részét képezik a kommentárok, amelyek végrehajtási törvényekkel, örökösödési eljárásokkal, váltó-, kereskedelmi és közjegyzői eljárásokkal kapcsolatosak. 1876. június 6-án választották az MTA levelező tagjává. Számos jogi kommentár és gyakorlati jogi kézikönyv szerzője volt. Túlfeszített munkatempója megtörte egészségét, így 1880. július 14-én, 45 éves korában, Balatonfüreden halt meg.

## Főbb művei
- A bírósági végrehajtók könyve, gyakorlati útmutató irománypéldákkal (1872);
- Döntvénytár : a Magyar Kir. Curia Semmitőszéki és Legfőbb Ítélőszéki Osztályának elvi jelentőségű határozatai. Budapest : Franklin, 1872-1882. 28 kötet.
  - 1-2. kötet: 1872. 252 p.
  - 3. kötet: 1872. 175 p.
  - 4. kötet: 1871. 208 p.
  - 5. kötet: 1872. 222 p.
  - 6. kötet: 1872. 239 p.
  - 7. kötet: 1873. 256 p.
  - 8. kötet: 1873. 219 p.
  - 9. kötet: 1873. 223 p.
  - 10 kötet: 1874. 194 p.
  - 11 kötet: 1875. [1], 79, 147 p.
  - 12 kötet: 1875. [1], 71, 192 p.
  - 13. kötet: 1876. [1], 63, 178 p.
  - 14. kötet: 1876. [1], 47, 208 p.
  - 15. kötet: 1877. [2], 48, 238 p.
  - 16. kötet: 1877. [1], 64, 192 p.
  - 17. kötet: 1878. [1], 79, 196 p.
  - 18. kötet: 1878. 79, [1], 216 p.
  - 19. kötet: 1878. 112, 162 p.
  - 20. kötet: 1878. 75, 216 p.
  - 21. kötet: 1879. 64, 224 p.
  - 22. kötet: 1879. 112, 180 p.
  - 23. kötet: 1880. 79, [1], 204 p.
  - 24. kötet: 1880. 79, [1] 204 p.
  - 25. kötet: 1880. 80, 208 p.
  - 26. kötet: 1881. 31, [1], 248 p.
  - 27. kötet: 1882. [1], 16, 264 p.
  - 28 kötet: 1882.  [1], 16, 300 p.
- A telekkönyvi rendtartás (1855 dec. 15-iki rendelet) magyarázata, tekintettel a külföldi törvényhozásra (1873, újonnan átdolgozott és bővített kiadás, 1877);
- A bizonyítás elmélete a polgári eljárásjogban, tekintettel a jogfejlődésre és a különböző törvényhozásokra. Budapest: Athenaeum, 1875. V, 590 p.
- Kézikönyv [így!] kir[ályi] közjegyzők számára (Dárday Sándorral együtt) Budapest: Franklin, 1875.
  - 1. kötet: [II], 209, [1] p.
- A bizonyítás elmélete (Budapest, 1874 vagy 1875, akadémiai pályamű);
- A magyar váltó- és kereskedelmi eljárás.: párhuzamosan tárgyalva, összehasonlító s felvilágosító jegyzetekkel kísérve: különös tekintettel a gyakorlat igényeire. Budapest: Pfeifer, 1877. 248 p.
- A magyar örökösödési jog és az Európai jogfejlődés (1877);
- A telekkönyvi intézmény befolyása a tulajdon jog szerzésére és érvényesítésére: székfoglaló értekezés a Magyar Tudományos Akadémia 1877. január 20-iki ülésén. Budapest: Magyar Tudományos Akadémia 1877. 72 p.
- Tárgymutató. Budapest: Franklin, 1877-1890. 
  - [1.] kötet: Tárgymutató a Döntvénytár I-XV. folyamához gyűjt. Dárday Sándor, Gallu József, Zlinszky Imre 1877. 269, 177 p.
  - [2.] kötet: Tárgymutató a Döntvénytár XVI-XXV. folyamához szerk. Dárday Sándor 1881. 414 p.
  - 3. kötet:  Tárgymutató a Döntvénytár régi folyam XXVI-XXVIII. és új folyam I-X. köteteihez szerk. Fayer László 1885. XIV, [1], 375 p.
  - 4. kötet: Tárgymutató a Döntvénytár új folyam XI-XXII. köteteihez kiad. a "Jogtudományi Közlöny" Szerkesztősége 1890. XIII, [1], 280 p
- A kisebb polgári peres ügyekben való eljárás rendszere, tekintettel a kisebb polgári perek különböző nemeire: irománypéldákkal. Budapest: Athenaeum, 1878. 310, [4] p.
- Két legújabb törvényhozási mű a Polgári Perjog köréből (1879)
- A jogorvoslatok rendszere: tekintettel a jogfejődésre és a különböző törvényhozásokra. Budapest: Athenaeum, 1879. 302 p. (Bp., 1879; akadémiai dicséretben részesült);
- A magyar magánjog mai érvényében: különös tekintettel a gyakorlat igényeire. Budapest: Franklin, 1880. XVI, 751 p.
- A magyar telekkönyvi rendtartás mai érvényben: egyenlő tekintettel az elmélet és gyakorlat igényeire és különös figyelemmel a felsőbb bíróságok határozataira: harmadik kiadásként az újabb törvényekkel kibővítve és a felsőbb bíróságok újabb megállapodásainak felhasználásával. Budapest: Pfeifer Ferdinánd, 1887. 296 p.
- A magyar magánjog mai érvényében: különös tekintettel a gyakorlat igényeire. Budapest: Franklin, 1888. XX, 795 p.
- A magyar telekkönyvi rendtartás mai érvényében: egyenlő tekintettel az elmélet és gyakorlat igényeire és különös figyelemmel a felsőbb bíróságok határozataira : az újabb törvényekkel kibővítve és a felsőbb bíróságok újabb megállapodásainak felhasználásával : az 1886. XXIX. és az ezt módosító 1889. XXXVIII. t. czikket, ez utóbbinak indokait és a reá vonatkozó igazságügyminiszteri rendeleteket tartalmazó függelékkel bővített. Budapest: Franklin, 1890. 296, 72 p.
- A magyar magánjog mai érvényében: különös tekintettel a gyakorlat igényeire. Budapest: Franklin, 1891. 836 p.
- A magyar telekkönyvi rendtartás mai érvényében: egyenlő tekintettel az elmélet és gyakorlat igényeire és különös figyelemmel a felsőbb bíróságok határozataira. Budapest: Franklin, 1893. 387 p.
- A magyar magánjog mai érvényében: különös tekintettel a gyakorlat igényeire. Budapest: Franklin, 1894. 852 p.
- A magyar magánjog mai érvényében: különös tekintettel a gyakorlat igényeire. Budapest: Franklin, 1897. X, [2], 1035 p.
- A magyar magánjog mai érvényében különös tekintettel a gyakorlat igényeire. Budapest: Franklin, 1902. 1200 p.
- A magyar telekkönyvi jog. Budapest: Franklin, 1902. 401 p.